# Шёрос, Йори
Йори Шёрос (швед. Jori Sjöroos; родился 1976, Финляндия) — финский музыкант. В 1989—1992 годах был ударником в фюнерал-дум-группе Thergothon. C 1994 по 1997 год был гитаристом и вокалистом дум-метал группы This Empty Flow. С 1999 по 2004 год исполнял поп-музыку под псевдонимиом Fu-Tourist. С конца 2002 года является продюсером группы РММР, а с 2005 года также и лидером группы Magenta Skycode.
1. ↑  Jori Sjöroos // Jori Sjöroos — 2012.
2. ↑  Jori Sjöroos // Elonet (фин.) — 2006.